# Басист
Баси́ст — музыкант, играющий на инструменте басового диапазона, например, бас-гитаре, контрабасе или духовом инструменте, таком как туба или сузафон. Разные музыкальные жанры так или иначе ассоциируются с одним или более из этих инструментов. Начиная с 1960-х годов, электрическая бас-гитара стала основным басовым инструментом в рок-н-ролле, джаз-фьюжне (и других разновидностях джаза), хэви-метал, кантри, регги и поп-музыке. Контрабас является основным для классической музыки, блюграсса, а также джаза свинг- и бибоп-эры . Духовые инструменты, такие как туба или сузафон, являются основными в диксилендовых и новоорлеанских джазовых ансамблях.
Несмотря на устоявшиеся ассоциации определённых инструментов с определёнными жанрами музыки, существуют и исключения. В 1990-е и 2000-е годы контрабас могут использовать также рок- и поп-группы, например, Barenaked Ladies, The Decemberists, The Living End, Tiger Army и другие. Отдельные джаз-фьюжн коллективы используют электрический контрабас, а современные композиторы могут применять бас-гитару в камерной музыке. Некоторые фьюжн, R&B и хаус-исполнители используют бас, синтезируемый клавишными инструментами вместо гитарного. А некоторые диксиленд-группы используют контрабас или бас-гитару вместо тубы. Наконец, отдельные джазовые коллективы исполняют басовую партию на органе Хаммонда.
Бас-гитаристы обычно играют в жанрах рок-, поп-, метал- и кантри-музыки. При этом басовая партия подчёркивает гармонию исполняемой музыки, иногда придавая особый пульсирующий ритм. Существуют различные типы басовых партий для различных жанров и типов песен (например, баллада или свинг). Басовая партия может строиться на первой, третьей или пятой ступени лада, использующегося в композиции. И хотя большинство бас-гитаристов редко играют аккорды, в некоторых стилях, таких как джаз-фьюжн, прогрессивный рок и техничный дэт-метал, они могут составлять основу басовой партии.

## Лучшие басисты
В 2020 году музыкальный журнал Rolling Stone опубликовал список из 50 лучших басистов всех времён. На вершине списка оказался Джеймс Джемерсон. В десятку лучших также вошли Чарльз Мингус, Джон Энтвисл, Бутси Коллинз, Кэрол Кайе, Джек Брюс, Ларри Грэм, Джако Пасториус, Пол Маккартни и Рон Картер.

## Люди, изменившие игру на бас-гитаре
Джон Энтвисл, басист из группы The Who первым придумал такое понятие как "басовое соло", такое понятие появилось после песни под названием My Generation. Таким решением Энтвисл смог изменить представление о роли бас-гитары в коллективе.
Джимми Блэнтон. По мнению джазового критика Кевина Уайтхеда, Джимми так-же привил особое отношение к бас-гитаре среди слушателей и внёс свою лепту в порождение целой виртуозной школы игры на инструменте.
Ларри Грэм. Великий музыкант, который изобрёл слэп как таковой (манеру игры, при которой играя на басу большим пальцем необходимо подхватывать другие струны средним и указательным пальцами), так-же стоит отметить бас-гитариста фанк-рок группы Red Hot Chili Peppers под псевдонимом Фли, который принёс значительную популярность слэпу, используя его в своих басовых партиях.